# Ашенума
Ашенума — село, в регіоні Агадес (Нігер), не входить до числа 255 комун, а географічно розташована в межах комуни Дірку..

## Географія
Ашенума розташована вздовж схилу Кауар, де розташовано кілька оазисів, що ведуть до «острова цивілізації» в пустелі Сахара. Село розташоване приблизно за 15 км на північ від Дірку, недалеко від гори Тіма. Гора була укріпленим притулком і також була відома як Айяма. За чотири кілометри від Тіми розташовані сільські солеварні під назвою Аємма. Виробництво солі та кальцинованої соди є важливою частиною місцевої економіки. Ашенума має посушливий клімат

## Мешканці
Населений, переважно, колишніми рабами етнічної групи Тубу.